# Miguel Ángel Gamboa
Miguel Ángel Gamboa (21 de junho de 1951) é um ex-futebolista chileno. Ele competiu na Copa do Mundo FIFA de 1982, sediada na Espanha.